# پروژه عدن
باغ عدن یا پروژهٔ عدن (به انگلیسی: Eden Project) به عنوان بزرگترین گلخانه جهان در کتاب رکوردهای گینس ثبت شده‌است. این باغ از مهمترین پروژه‌های ساختمانهای هزاره می‌باشد. باغ عدن در محوطه یک معدن ۱۶۰ ساله قدیمی به شکل ۳ سازه حبابی شکل بسیار بزرگ ساخته شده است. در هریک از این ۳ گلخانه حبابی شکل ۳ گونه مختلف شرایط آب و هوایی شامل جنگل بارانی، مدیترانه‌ای و یکی از آن‌ها شرایط آب و هوایی همان محیط طراحی و شبیه‌سازی شده است

## طراح

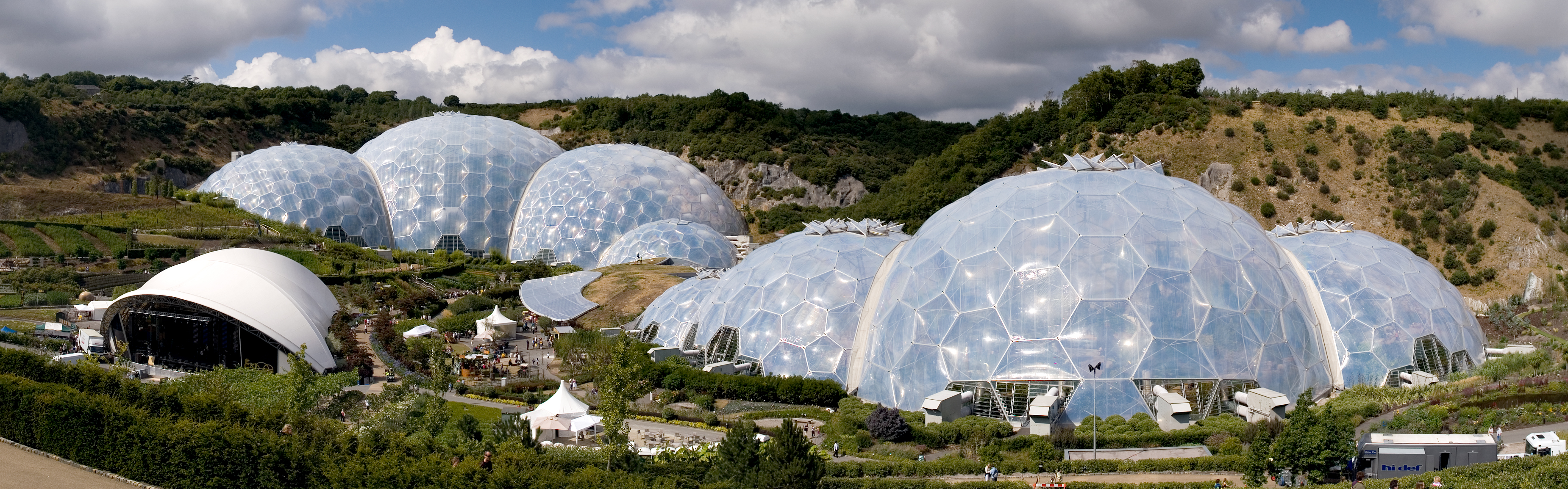
تمام‌نمایی از گنبدهای پروژهٔ عدن

معماری این باغ بر عهدهٔ نیکولاس گریمشاو بوده است و تاریخ آغاز ساخت پروژه، ژانویه سال ۱۹۹۶ میلادی بوده است.

## سازه

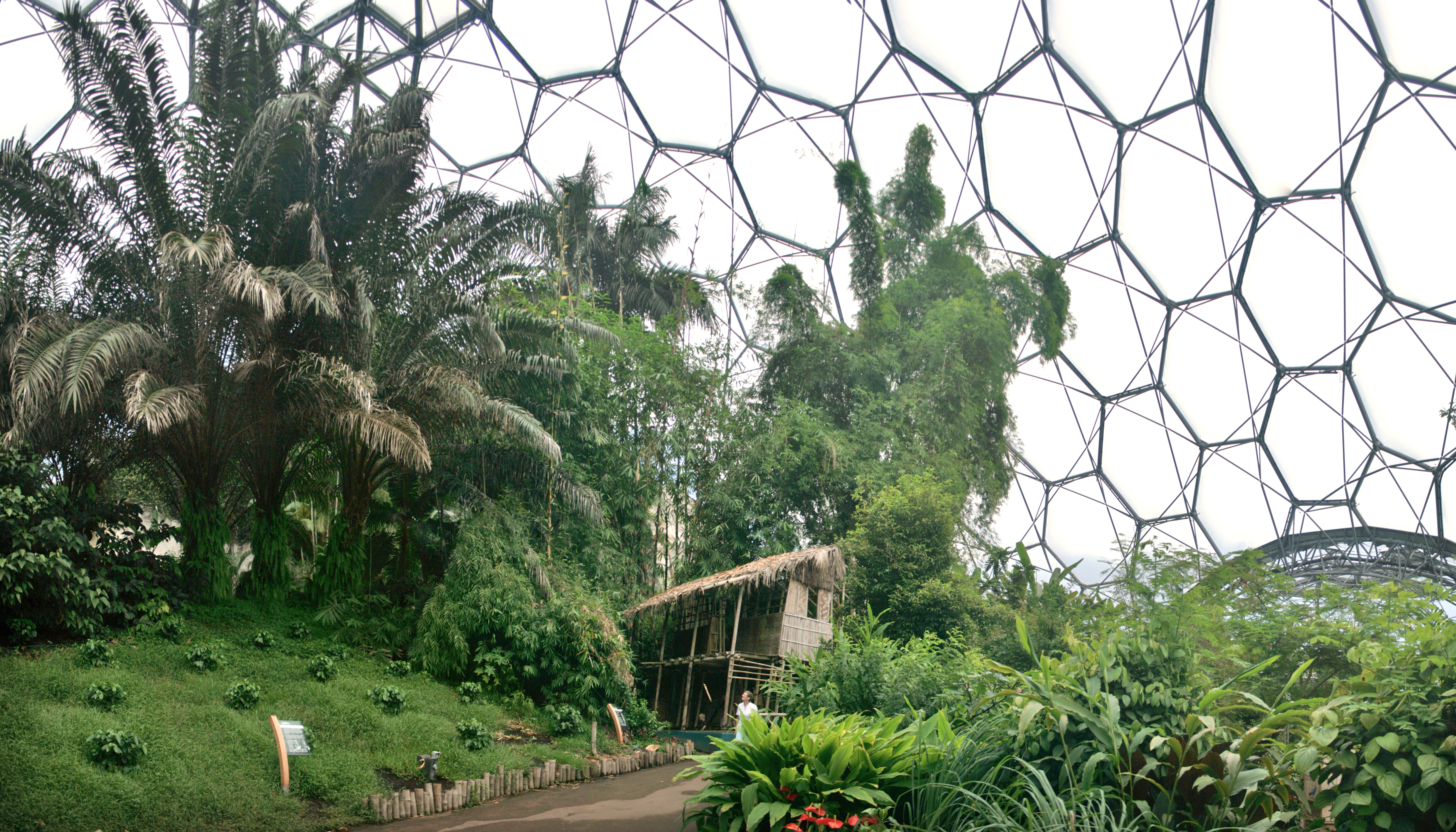
نمای داخلی باغ عدن

در سازه این گلخانه از هیچ ستونی استفاده نشده و از شاهکارهای معماری به حساب می‌آید. ارتفاع این سقف در حدی است که امکان اینکه ۱۱ اتوبوس دو طبقه بر روی هم قرار بگیرد را دارد. پوشش‌های روی گلخانه که درون قابهای شش ضلعی با قطر ۹متر قرار گرفته‌اند از جنس نوعی پلیمر به نام ETFE است.این ماده می‌تواند در روز گرما را بگیرد و در شب آن را پس دهد. همچنین این پلیمرها شفاف و قابل بازیافت است و حداقل ۳۰سال عمر می‌کند. هیچ گونه گرد و غباری را هم جذب نمی‌کند و با وجود این که یک درصد شیشه وزن دارد بسیار محکم است این پلیمر همچنین اشعه ماوراءبنفش UVرا که برای رشد گیاهان لازم است از خود عبور می‌دهد و نور آفتاب، خواص آن را تغییر نمی‌دهد. روی این پوشش‌ها لانه زنبور و چشم حشرات شبیه‌سازی شده است درون گلخانه استوایی آبشار مصنوعی نیز ساخته شده است.

## اطلاعات گلخانه
در خارج گلخانه دریاچه‌ای با مساحت هزار و ۲۳۱متر مربع وجود دارد. پیش از ورود به باغ، برای جلوگیری از ورود آفت گیاهی وارد قرنطینه می‌شوند و تحت آزمایش‌های سختی قرار می‌گیرند.
گیاهان درون باغ از قلمستان‌ها و ایستگاه‌های تحقیقات و باغهای گیاه‌شناسی سراسر جهان به صورت دانه یا قلمه آورده شده‌اند.

## اهداف آینده گلخانه
بنا بر موسسان باغ عدن این پروژه همچنان ادامه دارد و مرحله بعدی آن ساخت گلخانه مناطق خشک است. هدف از ساخت آن نه تنها تحقیقات بلکه بازدید عموم و آموزش کودکان و والدین آنها برای رفتار صحیح با دوست آشنا و قدیمی بشر طبیعت و گیاهان است.